# Evklid
Evklíd ali Evklídes (starogrško Ευκλείδης: Eukleídēs), starogrški matematik, * okoli 365 pr. n. št., Aleksandrija, † 275 pr. n. št. včasih tudi Evklid iz Aleksandrije, za razliko od Evklida iz Megare, grški matematik, ki se ga po pravici lahko imenuje »očeta geometrije«. Deloval je v Aleksandriji med vlado Ptolemaja I. (323–283 pr. n. št.). Njegovi Elementi spadajo med najbolj vplivna dela v zgodovini matematike, delo so uporabljali kot učilo za študij matematike, posebno geometrije, od njegove objave vse tja do poznega 19. in zgodnjega 20. stoletja. V Elementih je Evklid izvedel načela evklidske geometrije iz majhne zbirke aksiomov. Pisal je tudi o perspektivi, stožčastih rezih, sferični geometriji, teoriji števil in strogosti na področju matematike. 
Evklid je polatinjena oblika grškega imena Εὐκλείδης, ki pomeni 'ugleden, sloveč'.

## Življenje in delo
Evklid je bil eden največjih grških matematikov. Matematiko je verjetno študiral v Atenah pri Platonovih učencih. Njegov čas je označeval prehod nadvlade v znanosti iz Aten v Aleksandrijo. Po smrti Aleksandra Velikega so se njegovi vojskovodje polastili delov njegovega imperija. Krvavi spopadi za dediščino so trajali celo generacijo. Eden od vojskovodij, Ptolemaj I. Soter, je zasedel Egipt in si za prestolnico izbral novo mesto Aleksandrijo. Ptolemaj in njegovi neposredni potomci so bili podporniki in častilci znanosti. Prizadevali so si, da bi postala Aleksandrija prestolnica znanosti sveta. To se jim je tudi posrečilo. Zgradili so veličastno knjižnico in slavno univerzo, imenovano Muzej (Museum, Museion), ker je bila nekakšno svetišče Muz, ki so bile zaščitnice znanosti in umetnosti. Med prvimi učenjaki, ki jih je nova ustanova v Aleksandriji pritegnila, je bil tudi Evklid. 
Znano je z zagotovostjo samo to, da je živel od leta 305 pr. n. št. do 285 pr. n. št. v Aleksandriji na Ptolemajevem dvoru za časa njegove vladavine od 323 pr. n. št. do 285 pr. n. št. ali 283 pr. n. št. Tam je osnoval visoko šolo, na kateri je predaval geometrijo. Ta šola je postala znana po vsem tedanjem kulturnem svetu. Kasneje je živel tudi v Egiptu. Njegovo največje delo in hkrati največji dosežek matematike Starega veka je njegova knjiga Elementi (Stoiheia). To je zbirka 13 knjig, v katerih je sistematično obdelal vse dotedanje znanje s področja geometrije in teorije števil. Najstarejši znani izvod te knjige je iz leta 876. 
Prva tiskana izdaja je latinski prevod iz arabščine, izdan leta 1482 v Benetkah. V prvi knjigi so zbrani rezultati o običajnih ravninskih likih, med njimi tudi slavni Pitagorov izrek. Ostale knjige so posvečene teoriji števil, razmerjem v splošnem, nesorazmernim količinam, krogom in geometrijskim telesom. Napisali so veliko tolmačev Elementov, v katerih so Evklida pogosto imenovali Geometer. Verjetno so deli iz geometrije predelava del prejšnjih matematikov, še posebej pa Evdoksovih del. Kot osnovni učbenik je veljal 2000 let. Še danes v izboljšani inačici prve knjige tvorijo osnovo srednješolskega študija ravninske geometrije.
Napisal je tudi delo Podatki (Data), zbirko geometrijskih izrekov. Delo priča, da je znal reševati tretjo grško kanonsko obliko kvadratne enačbe:
{\displaystyle px+q=x^{2}\!\,.}
Napisal je še knjige O deljenju likov, Optika, Pojavi z opisom neba in Delitev lestvice, matematično razpravo o glasbi. Pripisujejo mu tudi še veliko drugih knjig, čeprav neupravičeno. S tem da je gledal na svetlobne žarke kot na premice, je vključil optiko v geometrijo. V pravokotnem trikotniku veljata Evklidova izreka: kvadrat katete a (b) je enak produktu hipotenuze c in pravokotne projekcije te katete na hipotenuzo m (n):
{\displaystyle a^{2}=mc,\quad b^{2}=nc\!\,.}
Iz Evklidovih izrekov dobimo Pitagorov izrek, ki ga je Evklid v Elementih tudi dokazal: vsota kvadratov katet je enaka kvadratu hipotenuze a2 + b2 = c2, iz obeh pa višinski izrek: kvadrat višine na hipotenuzo h je enak produktu pravokotnih projekcij katet na hipotenuzo h2 = m n. 
Evklidu pripada izrek o neskončnem številu praštevil. Dokazal je tudi, da {\displaystyle {\sqrt {2}}\!\,} ni racionalno število (celo število ali ulomek), kar je prvi opazil že Pitagora s svojimi učenci. Seveda Evklid ni zaobjel niti vse grške matematike niti vse grške geometrije. Grška matematika je živela še dolgo po njem in se obogatila z mnogimi dognanji. Edina podoba iz njegovega življenja, ki se je ohranila do današnjih dni, je njegov odgovor Ptolemaju, ki ga je, ko se je učil geometrijo, vprašal, ali ne bi mogel malo bolj dojemljivo razlagati: »V geometrijo ne vodi nobena kraljevska pot.« Znana je tudi dvomljiva zgodba, ki mu pripisuje prepirljivo in zadirčno ženo.

## Geometrija – aksiom o vzporednici
Znani peti postulat evklidske geometrije v ravnini (aksiom o vzporednici) zahteva: če daljica s premice g in h seka tako, da sta na isti strani s nastala kota α in β skupaj manjša od dveh pravih kotov, potem se premici g in h sekata, in sicer na isti strani s, na kateri ležita kota α in β. Če torej dve premici sekata daljico (ali premico) tako, da je seštevek obeh kotov na eni od strani daljice manjši od 180°, potem se bosta premici na dani strani daljice sekali in z njo (oziroma s tretjo premico) tvorili trikotnik. 
Za zgodovino znanosti je paralelni aksiom kot odprto vprašanje (ali je nujen, ali gre tudi brez njega?) bil velika spodbuda; dognanja v zvezi z njim so pomagala precizirati matematične pojme in dokazne postopke. Tekom 19. stoletja je pomanjkljivost evklidovih aksiomov postajala vse bolj očitna. Formalno aksiomatiko evklidske geometrije je najti v delu Osnove geometrije Davida Hilberta, ki so mu sledile številne nove naklade in dodatne raziskave. V delu je najti prvo zaključeno konstrukcijo evklidske geometrije,tja do spoznanja, da so vsi modeli Hilbertovega sistema aksiomov izomorfni s tridimenzionalnim prostorom realnih števil z običajnimi pomeni za osnovne geomtrične pojme geometrije (kot so točka, premica, ravnina, dolžina, kot, kongruenca, podobnost itd.) analitične geometrije.
Že od antike dalje so skušali številni pomembni matematiki brez uspeha s pomočjo ostalih aksiomov in postulatov dokazati, da aksiom o vzporednosti ni nujno potreben. Šele v 19. stoletju sta Bolyai in Lobačevski z odkritjem neevklidske geometrije dokazala, da je peti aksiom za nujen temelj evklidskih geometrij. Polravnina H Henrija Poincaréja je model za tak aksiomatski sistem, v katerem aksiom o vzporednosti ne velja.Peti aksiom je tako od ostalih aksiomov neodvisen in ga iz njih ni mogoče izpeljati (glej neevklidska geometrija).
Evklidovo ime nosijo med drugim naslednji matematični pojmi:
- evklidska razdalja: dolžina daljice med dvema točkama v ravnini ali v prostoru
- Evklidov algoritem: postopek za določitev največjega skupnega delitelja dveh naravnih števil
- evklidska geometrija: nazorna geometrija ravnine ali prostora
- evklidska norma: dolžina vektorja v ravnini ali v prostoru
- evklidski prostor: realni, afini prostor s standardnim skalarnim produktom
- evklidska relacija: odnos, za katerega velja: če sta dva elementa v odnosu s tretjim, potem sta v odnosu tudi med seboj
- evklidski kolobar: kolobar, v katerem je možno deljenjem z ostankom
- evklidska orodja: postopki, ki so možni z uporabo šestila in ravnila
- evklidska topologija
- Evklidovo število
- Evklid-Mullinovo zaporedje

Po Evklidu so imenovani tudi naslednji izreki, dokazi in leme:
- Evklid-Eulerjev izrek
- Evklidov dokaz za iracionalnost kvadratnega korena števila 2 – prvi dokaz v zgodovini matematike, ki temelji na protislovju
- (Evklidov) višinski izrek: v pravokotnem trikotniku je kvadrat višine enak produktu pravokotnih projekcij katet na hipotenuzo
- Evklidova izreka (izreka o katetah): v pravokotnem trikotniku sta kvadrata obeh katet enaka produktu hipotenuze in ustrezne pravokotne projekcije katet na hipotenuzo
- Evklidov izrek o praštevilih: osnovni izrek v teoriji števil o neskončnem številu praštevil
- Evklidova lema: praštevilo, ki deli (brez ostanka) produkt dveh celih števil, mora biti enemu od njiju delitelj

## Priznanja

### Poimenovanja
Po Evklidu so poimenovali:
- Evklid (Euclides), udarni krater na vidni strani Lune
- 4354 Evklid (4354 Euclides), asteroid v glavnem pasu
- Euclid, Esin bližnje infrardeči vesoljski daljnogled